# クリーン ある殺し屋の献身
『クリーン ある殺し屋の献身』（クリーン あるころしやのけんしん、原題：Clean）は、2021年制作のアメリカ合衆国のアクション・スリラー映画。エイドリアン・ブロディ主演のほか製作、脚本、音楽も手がけた。

## あらすじ
深夜の街でゴミ回収車を走らせ、廃品や廃屋の修理を趣味にしている1人の寡黙な男がいた。彼は“クリーン”と呼ばれているが、実は凄腕の殺し屋という裏の顔があった。
やがて彼は隣人のディアンダという少女と心を通わせるようになるが、ある日ディアンダがチンピラたちにに目をつけられてしまう。
クリーンは彼女を救うためチンピラたちを撃退したが、その中に街を支配するギャング団のボスの息子がいたため、クリーンはギャングから追われる立場になってしまう。警察もギャング団とつながっていてあてに出来ないため、クリーンはたった1人でギャング団に立ち向かう。

## キャスト
※括弧内は日本語吹替。
- クリーン：エイドリアン・ブロディ（宮本充）
- マイケル：グレン・フレシュラー（黒澤剛史）
- マイキー：リッチー・メリット（白石兼斗）
- ディアンダ：チャンドラー・アリ・デュポン（寺西はる）
- トラヴィス：ミケルティ・ウィリアムソン
- エセル：ミシェル・ウィルソン
- フランク：ジョン・ビアンコ
- 質屋のカート：RZA